# Tesserodoniella elguetai
Tesserodoniella elguetai är en skalbaggsart som beskrevs av Vaz-de-mello och Halffter 2006. Tesserodoniella elguetai ingår i släktet Tesserodoniella och familjen bladhorningar. Inga underarter finns listade i Catalogue of Life.